# Zarandul de Vest
Zarandul de Vest este o arie protejată (sit de importanță comunitară — SCI) din România, desemnată în scopul protejării biodiversității și menținerii într-o stare de conservare favorabilă a florei spontane și faunei sălbatice, precum și a habitatelor naturale de interes comunitar aflate în arealul zonei de protecție. Aceasta este întinsă pe o suprafață de 8.872,3 ha, integral pe uscat.

## Localizare
Centrul sitului Zarandul de Vest este situat la coordonatele 46°09′14″N 21°58′53″E / 46.153931°N 21.98128°E. Situl se întinde pe teritoriile administrative ale comunelor Bârzava, Chisindia, Conop și Tauț din județul Arad.

## Înființare
Situl Zarandul de Vest a fost declarat sit de importanță comunitară (ROSCI0407)  în septembrie 2011 pentru a proteja 8 specii de animale.

## Biodiversitate
Situată în ecoregiunea continentală, aria protejată nu include niciun habitat protejat.
La baza desemnării sitului se află mai multe specii protejate:
- amfibieni (2): izvoraș-cu-burta-galbenă (Bombina variegata), triton cu creastă (Triturus cristatus)
- mamifere (4): lupul (Canis lupus), vidră de râu (Lutra lutra), râs eurasiatic (Lynx lynx), urs brun (Ursus arctos)
- nevertebrate (2): Carabus variolosus, rădașcă (Lucanus cervus)